# Manuel Sapiña y Rico
Manuel Sapiña y Rico (Cullera, 1833 - 27 de novembre de 1913) fou un polític valencià, alcalde de València, president de la Diputació de València i diputat a les Corts Espanyoles durant la restauració borbònica.
La seua família eren grans propietaris de Cullera, estudià als escolapis de València i després va fer notariat a la Universitat Literària. Treballà un temps com a notari a Dénia i després com a secretari municipal a Cullera. Després de la Revolució de 1868 es va instal·lar a València i va ingressar al Partit Progressista.
Després de la Restauració borbònica fou elegit diputat provincial pel Partit Constitucional i organitzà una trama clientelar amb base a Cullera, raó per la qual fou conegut per la premsa republicana com el cacic de Brosquil. El 1881 fou president de la Diputació de València, regidor de València i fins i tot alcalde el 1886. Seguidor de Práxedes Mateo Sagasta primer i de José Canalejas y Méndez després, ingressà al Partit Liberal, posant-se del costat de Trinitario Ruiz Capdepón i arribant a cap provincial del partit. Fou diputat per Sueca a les eleccions generals espanyoles de 1893 i 1905. Després es retirà de la vida pública.